# Чынар, Дениз
Дениз Чынар (тур. Deniz Çınar, произношение [ˈDeniːz ˈtʃɯnaɾ]; род. 8 декабря 1984, Измир) — турецкий яхтсмен, соревнующийся в классе 470. Он выступает за клуб «Галатасарай» и тренируется под руководством Эдо Фантела. Брат Атеша Чынара. Участник четырёх Олимпийских игр (2008, 2012, 2016, 2020).

## Биография
Дениз Чынар родился 8 декабря 1984 года в Измире. Он учился в университете Девятого сентября. Его брат Атеш также является яхтсменом, выступающим за Турцию.

## Карьера
Дениз начал заниматься парусным спортом в возрасте десяти лет в Фоче, а через год впервые принял участие в гонках.
Он становился победителем в классе Оптимист на чемпионате Балкан по парусному спорту в Румынии в 1999 году. В 2001 году он выиграл трофей Трофей Фонда турецкого парусного спорта в классе Laser 4.7. Он завоевал серебряную медаль на чемпионате мира Laser 4.7, проходившем в Чешме. В 2007 году он стал чемпионом Турции в классе Laser 4.7.
Дениз Чынар представлял свою страну в классе 470 на летних Олимпийских играх 2008 года в Пекине вместе со своим братом Атешом Чынаром. Братья также участвовали на летних Олимпийских играх 2012 года в Лондоне, где капитаном был Дениз.
На третьей Олимпиаде в Рио-де-Жанейро Атеш и Дениз Чынары заняли 15-е место по результатам десяти гонок в классе 470.
В 2021 году стало известно, что Дениз и Атеш Чынары примут участие на четвёртых для себя Олимпийских играх 2020 года в Токио. В мае перед Олимпиадой они приняли участие на чемпионате Европы в Португалии и заняли восьмое место.